# Amarna Grab 14
Bei dem Grab 14 in der Nekropole der mittelägyptischen Stadt Amarna handelt es sich um das Grab des May, der mehrere wichtige Ämter innehatte und ein wichtiger Würdenträger am Hof in Achet-Aton war. Zu seinen Titeln zählen Schreiber des Königs, Vorsteher aller Arbeiten des Königs und Vorsteher der Truppen des Herren der beiden Länder.
Die zur südlichen Gräbergruppe gehörende Grabanlage, wurde nie fertig gestellt. Es gibt eine in den Fels gehauene, unfertige Grabkapelle, deren Haupthalle von zwölf Säulen gestützt werden sollte, nur ein Teil von ihnen ist jemals fertig gestellt worden. Eine Treppe führt hinab zur Grabkammer, doch ist auch die Grabkammer nie angelegt worden. An der Nordwand der Kapelle findet sich eine Nische mit einer Statue des May.
Nur am Eingang finden sich Wanddekorationen. Hier gibt es die Darstellung der Königsfamilie, die den Sonnengott Aton anbetet. Die Türrahmen haben Opferformeln und liefern die Titel des May. Die Dekoration im Inneren der Grabkapelle ist zum größten Teil noch nicht begonnen und auch sehr schlecht erhalten. Bemerkenswert ist jedoch eine gemalte Hafenszene mit Schiffen, die nahe am königlichen Palast ankern. Das Bild ist Teil einer größeren, sehr schlecht erhaltenen Szene, die das Königspaar am Erscheinungsfenster zeigt. Die Szene ist nur in Umrissen gemalt und hätte wohl später in Relief ausgeführt werden sollen.

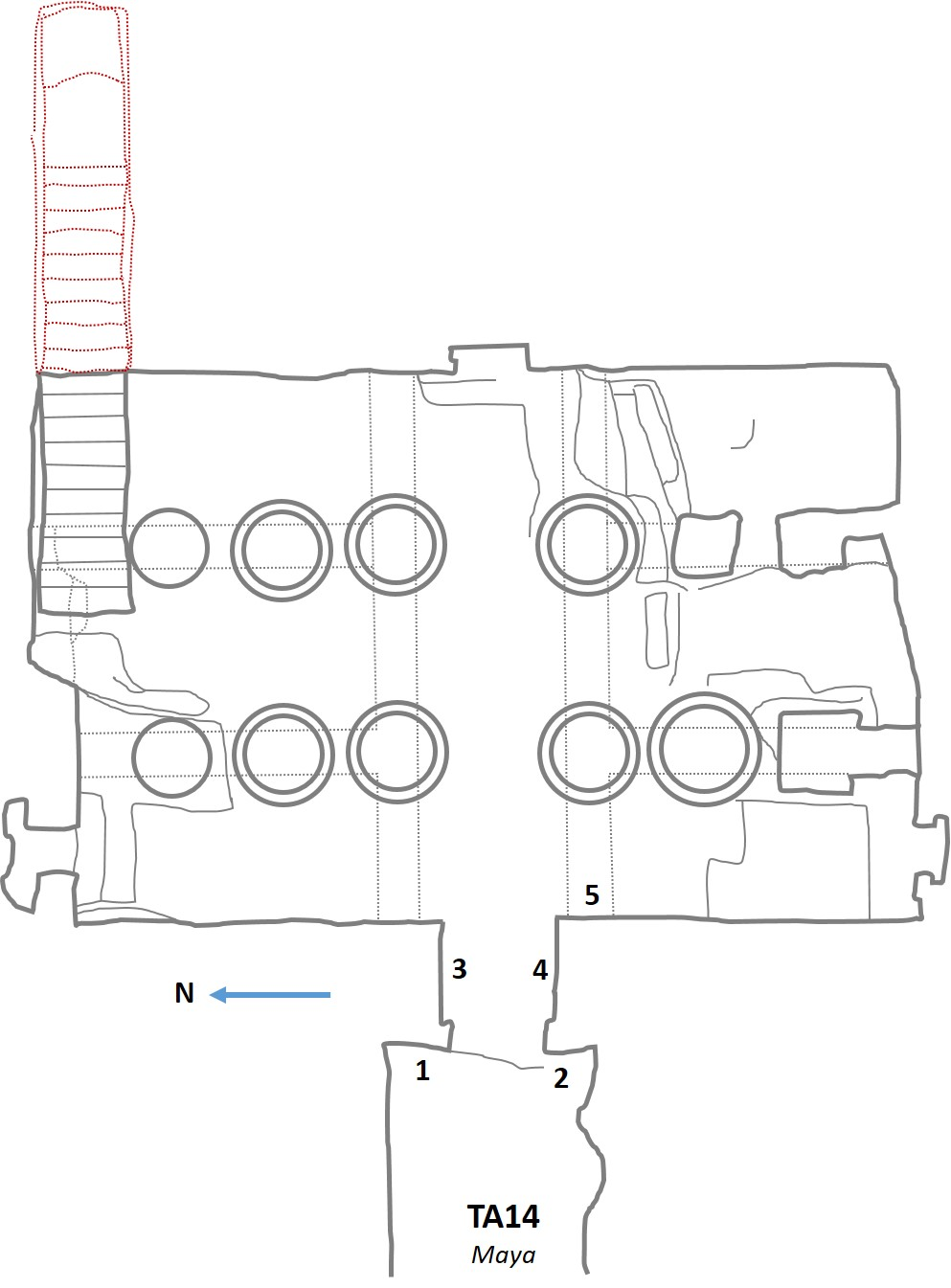
Plan des Grabes
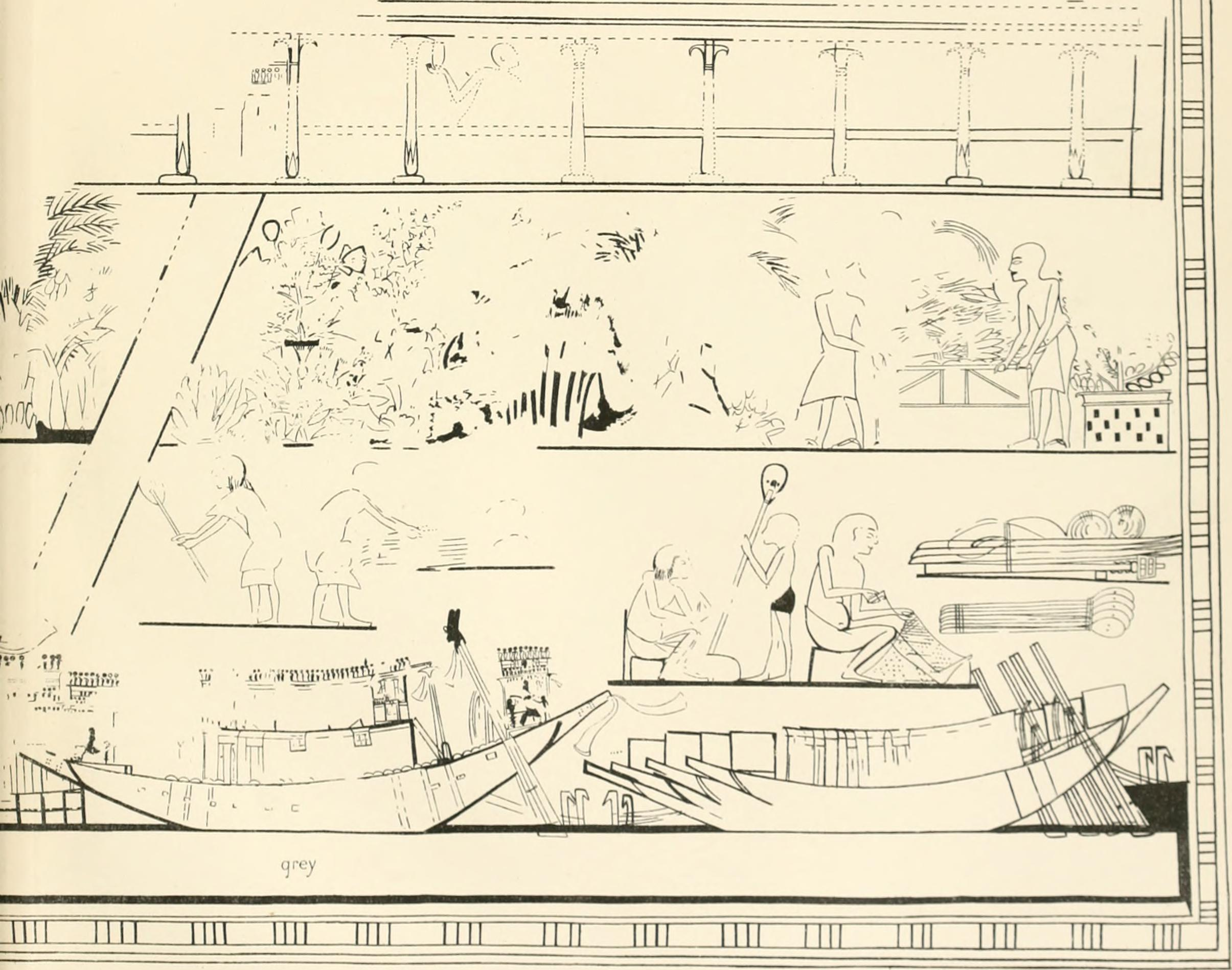
Hafenszene
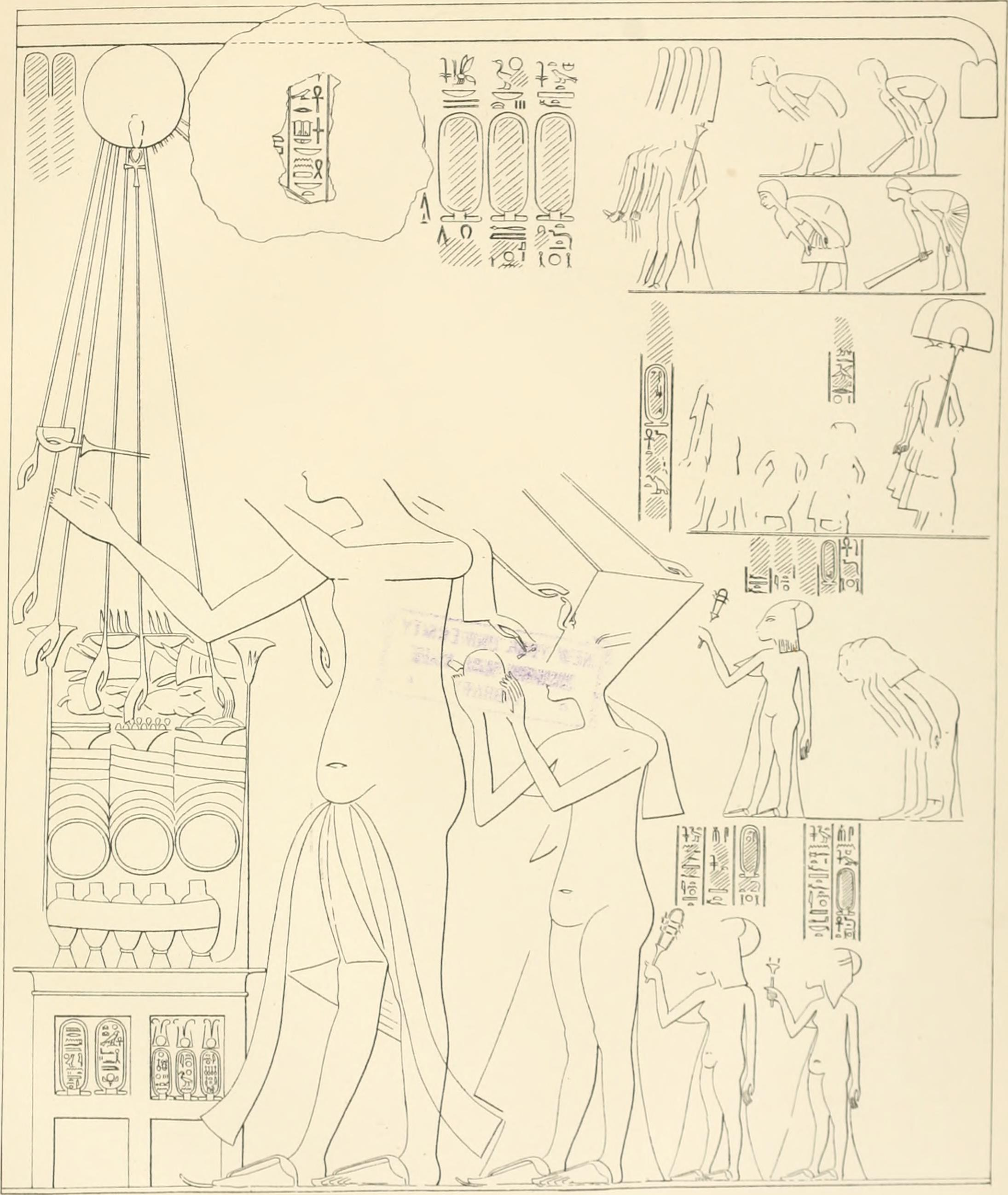
Das Königspaar beim Gebet vor Aton